# Sheldon Whitehouse

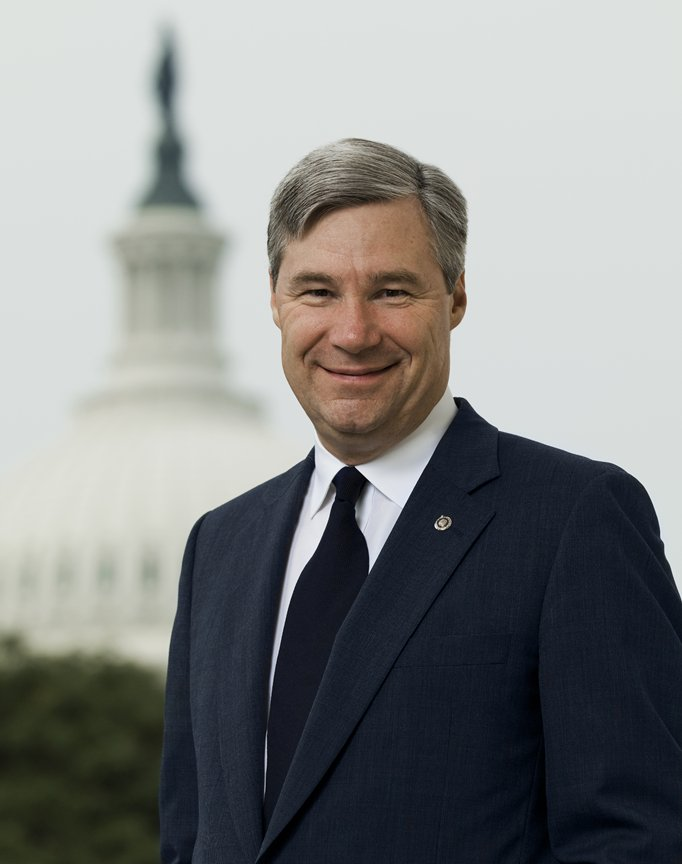
Sheldon Whitehouse (2010)

Sheldon Whitehouse (* 20. Oktober 1955 in New York City) ist ein US-amerikanischer Politiker (Demokratische Partei). Seit 2007 gehört er als Vertreter des Bundesstaates Rhode Island dem US-Senat an.

## Leben
Sheldon Whitehouse, dessen Vater Charles S. Whitehouse Botschafter der Vereinigten Staaten in Laos und Thailand war, besuchte die St. Paul's School in Concord, New Hampshire, ein privates Internat. Er studierte an der Yale University (Abschluss 1978) und der University of Virginia School of Law, wo er 1982 den Grad des Juris Doctor erlangte. Er ist seit 1986 mit der Meeresbiologin Sandra Thornton Whitehouse verheiratet. Das Ehepaar hat zwei Kinder.

## Berufliche und politische Laufbahn

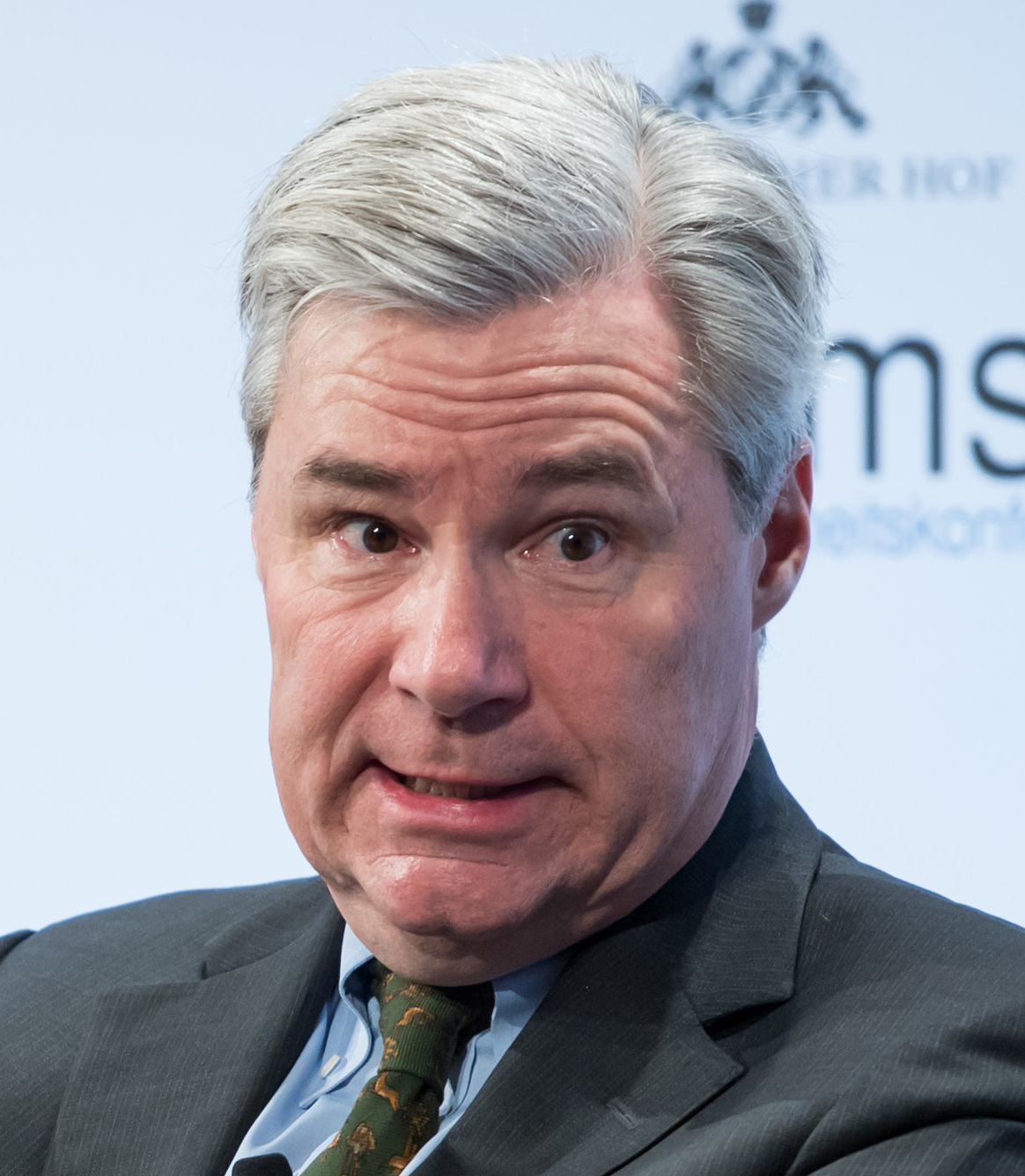
Whitehouse während der 54. MSC 2018

Whitehouse war von 1982 bis 1983 juristischer Mitarbeiter von Richter Richard Neely am Obersten Gerichtshof des Staates West Virginia. Von 1983 bis 1990 übte er verschiedene Tätigkeiten im Büro des Attorney General von Rhode Island aus. Seit 1991 war er für den damaligen Gouverneur von Rhode Island, Bruce Sundlun, tätig, der ihn 1992 zum Direktor des Rhode Island Department of Business Regulation ernannte. 1994 berief US-Präsident Bill Clinton Whitehouse zum Bundesstaatsanwalt für Rhode Island. Er wurde im Jahr 1998 zum Attorney General des Staates Rhode Island gewählt und übte dieses Amt von 1999 bis 2003 aus. 2002 bewarb er sich erfolglos um die Kandidatur der Demokraten für das Gouverneursamt in Rhode Island, die mit knappem Vorsprung an Staatssenatorin Myrth York ging. Sie verlor die eigentliche Wahl danach gegen den Republikaner Donald Carcieri.
Whitehouse kandidierte 2006 in Rhode Island erfolgreich für den US-Senat. Als Kandidat der Demokraten besiegte er den Amtsinhaber Lincoln Chafee, der kurze Zeit später aus der Republikanischen Partei austrat und 2011 parteiloser Gouverneur des Staates wurde. Im Senat gehört Whitehouse unter anderem dem Justizausschuss und dem Haushaltsausschuss an.

## Politische Positionen
Sheldon Whitehouse unterstützt das Recht auf Abtreibung (Pro-Choice) und Eheschließungen gleichgeschlechtlicher Partner. Er tritt für die staatliche Förderung der Forschung an embryonalen Stammzellen ein. Die Todesstrafe befürwortet er auf Bundesebene, nicht jedoch in den Einzelstaaten und nicht für minderjährige Täter.
Er ist zudem ein ausgesprochener Befürworter von Klimaschutzpolitik und hielt bis zum Juli 2025 insgesamt 300 Senats-Reden zu diesem Thema. Dabei kritisiert er nicht nur die Republikaner für deren Klimawandelleugnung, die er als Folge der 2010 mit dem Citizens-United-Urteil aufgehobenen Wahlkampfsummenbegrenzung ansieht, die es der Fossilen Energiebranche ermögliche, unbegrenzte Geldsummen in den Wahlkampf zu stecken. Whitehouse wirft auch seiner eigenen Partei vor, das Thema Klimaschutz nicht konsequent genug anzugehen. Die Demokraten seien, genau wie die Klimabewegung, einfach "zu vorsichtig und höflich", die Leugnung der fossilen Energieindustrie beim Namen zu nennen, die die "größte und böswilligste Propagandaoperation" abziehe, die die USA je gesehen hätte.